# Геотермальна енергія в Україні

Залежність потенційної теплової потужності нафтогазових свердловин Дніпровсько-Донецької Западини від глибини.

Геотермальна енергія в Україні має значні потенційні ресурси. Районами її можливого використання є Крим, Закарпаття, Прикарпаття, Донецька, Запорізька, Полтавська, Харківська, Херсонська та Чернігівська області.

## Загальна характеристика
Прогнозні експлуатаційні ресурси термальних вод України за запасами тепла еквівалентні використанню близько 10 млн т у.п. на рік.
Серед перспективних районів для пошуків і розвідки геотермальних ресурсів знаходиться Донецький басейн. Геотермальні електростанції завжди географічно «прив'язані» до районів геотермальних родовищ. Крім того, Дніпровсько-Донецька западина може розглядатися як перспективний район з геотермальними ресурсами. Техніко-економічний аналіз показав, що на базі нафтових та газових свердловин ДДЗ можна побудувати геотермальні електростанції з глибиною буріння або розкриття свердловин до 3 — 4,5 км. На таких глибинах 90 % теплового потенціалу геотермальних вод у продуктивних нафтогазоносних горизонтах карбонових родовищ не перевищує 108 ° С. У цьому випадку заміна органічного палива та електроенергії теплом геотермальних вод та гірських порід набагато вигідніше для забезпечення теплом та опаленням (у 3 — 5 разів). Дві свердловини з глибини карбонових родовищ можуть забезпечити 0,4 — 4,5 МВт теплової енергії (Див. графік на рисунку).
Значні масштаби розвитку геотермальної енергетики в майбутньому можливі лише при одержанні теплової енергії безпосередньо з гірських порід (петрогеотермальна енергія). В цьому випадку теплоносій визначеного потенціалу утворюється в результаті теплообміну води, яка нагнітається при контакті у тріщині, з високотемпературними гірськими породами в зоні природної чи штучно створеної проникності з наступним виведенням теплоносія на поверхню.
Для районів зі сприятливими умовами геотермальні станції можуть задовольнити місцеві потреби в електроенергії. Вони доцільні в технологічних процесах харчової та місцевої переробної промисловості, при виробництві будівельних матеріалів тощо.
Однім з напрямків використання геотермального тепла в Україні є теплиці. Зокрема Львівська обласна військова адміністрація та Львівська обласна рада підписали Меморандум про співпрацю, щодо будівництва на Яворівщині тепличного комплексу з використанням геотермальної енергії. Реалізація такого проєкту дозволить покращити забезпечення регіону продуктами овочівництва (томатів, огірків, болгарського перцю та салату), доступними за ціною завдяки низькій вартості енергетичних ресурсів.

## Проекти і реалізовані потужності
- Першу геотермальну систему в Україні збудовано у 1988 р. на території с. Іллінки Сакського району Криму.
- У 1996 році була розроблена Програма «Екологічно чиста геотермальна енергетика України».
- Станом на 2004 р. в Україні введено дев'ять геотермальних установок загальною потужністю 10,6 МВт.
- Згідно з даними Всесвітнього банку, станом на 2020 рік в Україні було встановлено лише кілька малих геотермальних систем, що не становить значної кількості порівняно з іншими країнами.

## Перспективи і галузі використання
- Загалом в Україні геотермальна електроенергетика може розвиватися за такими напрямами:
- 1. Середні ГеоТЕС одиничною потужністю 10—20 МВт на базі родовищ з температурою понад 120 °С.
- 2. Малі ГеоТЕС одиничною потужністю 0,05—5 МВт з температурою 90—120 °С.
- 3. Комбіновані електростанції з використанням геотермальної енергії та органічних палив (вугілля, газ, торф, біомаса).
- 4. Комбіновані енерготехнічні вузли для виробництва електрики, тепла та отримання цінних продуктів з геотермальних вод.[3]
- 5. За оцінками аналітиків, інвестиції в геотермальну енергетику до 2030 року зростатимуть від 10% і вище.[4]